# Abell 2667
Abell 2667 is een cluster in het sterrenbeeld Beeldhouwer. De cluster ligt ongeveer 3,2 miljard lichtjaar van de Aarde verwijderd. De naam is afgeleid van het item uit het Abell-catalogus.
Op 2 maart 2007 meldde een team astronomen dat ze een soort komeetstelsel hadden waargenomen, dat zich met een snelheid van ongeveer 3,5 miljoen km/u voortbewoog door de cluster. Wegens deze enorme snelheid wordt het sterrenstelsel door interactie met het intergalactisch gas binnen de cluster aan stukken gescheurd waardoor een soort staart wordt gevormd, iets wat bij kometen ook voorkomt. De bevinding werpt een licht op het mysterieuze proces waarbij gas-rijke spiraalvormige sterrenstelsels kunnen evolueren in gas-arme onregelmatige- of ellipsvormige sterrenstelsels gedurende miljarden jaren.